# القائمة الفيدرالية للمواد المتطرفة
القائمة الفيدرالية للمواد المتطرفة (بالروسية: Федеральный список экстремистских материалов) (نقحرة: فيدرالني سبيسك إكسترميسكخ ماتيريالاف) هي قائمة من إعداد وزارة العدل الروسية، يتم إعدادها بناءً على قرارات المحكمة. وهي تتضمن مواد مختلفة اعترفت المحكمة بأنها متطرفة. تم نشرها لأول مرة في 14 يوليو 2007 وكانت تتألف في البداية من 14 مادة. منذ ذلك الحين، تم تحديث القائمة بانتظام، واعتبارًا من 10 مارس 2021، تحتوي القائمة على 5160 عنصرًا (تم استبعاد بعضها بسبب تكرار محتويات العناصر التي تم تقديمها مسبقًا).
تتضمن القائمة عدة مقالات ومنشورات وكتيبات (مثل: "رقص الشيطان على أنقاض روسيا (بالروسية: Бал сатаны на обломках России)" وثيقة: "بروتوكولات حكماء صهيون"، وكتاب "بروتوكولات حكماء صهيون")، (وكتاب: "صور من حياة الصحابة لـ"عبد الرحمن رأفت الباشا")، وكذلك من الصحف والمجلات (مثل: أعداد عديدة من مجلة "الوعي (بالروسية: Аль-Ваъй)"، وكذلك المنشورات القومية الروسية اليمينية المتطرفة)، وكذلك من الأفلام، (مثل: فيلم "روسيا تطعن من الظهر، الفاشية اليهودية وإبادة المجتمع الروسي")، وكذلك الفيديوهات، (مثل: فيديو "إعدام طاجيكي وداغستاني")، وكذلك أعمال موسيقية (مثل: ألبوم" موسيقى البيض (بالروسية: Музыка белых)") وغيرها.

## نص النظام
ينص القانون الاتحادي بشأن مكافحة النشاط المتطرف على أن المواد المتطرفة هي:
الوثائق المعدة للنشر أو المعلومات على وسائل الإعلام الأخرى، والتي تدعو إلى تنفيذ أنشطة متطرفة أو تثبت أو تبرر الحاجة إلى القيام بهذه الأنشطة ، بما في ذلك أعمال قادة حزب العمال الاشتراكي الوطني بألمانيا ، الحزب الفاشي الإيطالي ، المنشورات التي تبرر أو تبرر التفوق القومي و (أو) العنصري أو تبرر ممارسة ارتكاب جرائم عسكرية أو جرائم أخرى تهدف إلى التدمير الكامل أو الجزئي لأي جماعة عرقية أو اجتماعية أو عرقية أو قومية أو دينية. (ترجمة غير رسمية) 

## محتويات القائمة الفيدرالية للمواد المتطرفة
اعتبارًا من 10 مارس 2021، تحتوي القائمة على 5160 عنصرًا.
| يمكن الإطلاع على كامل القائمة الفيدرالية للمواد المتطرفة والبحث فيها عبر الكلمات من الموقع الرسمي لوزارة العدل الروسية من هنا |
| ويمكن الإطلاع على كامل القائمة الفيدرالية للمواد المتطرفة مقسمة بالتاريخ من مركز "سوڤا Сова" للمعلومات والتحليلات من هنا      |
| --- |

### الأدب والمعارف الدينية

#### كنيسة السيانتولوجيا
- كتب (من الرقم 1170 إلى 1176)، بما في ذلك كتاب «ما هي السيانتولوجيا؟» (بالروسية: Что такое саентология?)

#### شهود يهوه
- كتب وكتيبات وأعداد مختارة من «استيقظ!» و«برج المراقبة» وغيرها.

#### الإسلام
- كتب من الأعمال التي تم جمعها لـ«سعيد النورسي» بعنوان رسائل النور (من الرقم 45 إلى 58)
- أعداد مختارة من مجلتي «الوعي» (بالروسية: Аль-Ваъй) الروسية، ومقتطفات الوعي (بالروسية: Создание Аль-Ваъй) (الأرقام: 38-44, 86-90, 137, 208—218, 283—286, 419—422, 434—435, 738—741)[6][7]
- كتاب «الوصية» لـ«آية الله الخميني» (رقم: 143)
- محمد بن عبد الوهاب:
  - كتاب «حياة الشيخ محمد بن عبد الوهاب..» (رقم: 77).[8]
  - «كتاب التوحيد» (رقم: 4639).[9]
  - كتاب «القول السديد شرح كتاب التوحيد للشيخ محمد بن سليمان التميمي / الشيخ عبد الرحمن ناصر السعدي» (رقم: 1548).[10]
- «كتاب التوحيد» تأليف: صالح بن فوزان الفوزان / المترجم ز. أبو عبد الله. (رقم: 4638).[11]

#### فالون غونغ
- كتب وجرائد حركة فالون غونغ الدينية الصينية (من الرقم: 296 إلى 299)

### أعمال قادةالحزب النازيوالحزب الفاشي الإيطالي
- كتاب «كفاحي» لأدولف هتلر. (رقم: 604).[12]

### أفلام
- جزء من فيديو ستاند أب كوميدي لليوتيوبر الروسي «إيليا ماديسون»، الجزء كان عن: «نكتة حول القرآن».[13][14]

### شعارات نصيّة
- الأرثوذكسية أو الموت! (الرقم 865)، في الوقت نفسه، تجدر الإشارة إلى أن محكمتين أصدرتا قرارات متعارضة بخصوص هذا الشعار.[15]